# Саро Урці
Саро Урці (італ. Saro Urzì, справжнє ім'я — Розаріо Урці (італ. Rosario Urzì); 24 лютого 1913, Катанія, Королівство Італія — 1 листопада 1979, Сан-Джузеппе-Везув'яно, Італія) — італійський кіноактор.

## Біографія
Народився на Сицилії, потім переїхав до Риму в пошуках щастя.
У 1949 році Саро Урці зустрів режисера П'єтро Джермі, який запропонував йому роль у фільмі «Іменем закону». За роль у цьому фільмі Урці було нагороджено кінопремією «Срібна стрічка» у номінації «Найкращий актор другого плану». Урці був улюбленим актором Джермі, вони разом працювали у таких кінокартинах як: «Шлях надії» (1950), «Залізниця» (1956), «Факти вбивства» (1959) і «Альфредо, Альфредо» (1972). Головна роль у відомому фільмі П'єтро Джермі «Спокушена і покинута» (1964) принесла йому нагороду за «Найкращу чоловічу роль» на 17-му Каннському кінофестивалі і ще одну «премію „Срібна стрічка“ як найкращому акторові» у 1965 році.
Також він грав Дона Камілло (персонажа з оповідання італійського письменника Джованніно Гуарескі) та у фільмах — «Осором диявола» (режисера Джона Г'юстона), «Хліб, любов і ревнощі» (режисера Луїджі Коменчіні), «Жінка з соломи» і «Хрещений батько» (режисера Френсіса Форда Копполи).

## Фільмографія
1. 1939: Il sogno di Butterfly, реж. Карміне Галлоне ()
2. 1940: La conquista dell'aria, реж. Romolo Marcellini ()
3. 1940: Senza cielo, реж. Альфредо Гуаріні ()
4. 1941: Tosca (носій), реж. Карл Кох
5. 1941: La compagnia della teppa, (дворецький будинку Каррера), реж. Corrado D'Errico
6. 1941: Marco Visconti, реж. Mario Bonnard ()
7. 1941: Pia de' Tolomei, реж. Esodo Pratelli ()
8. 1942: Постріл, (один із слуг на пікніку), реж. Ренато Кастеллані
9. 1942: Одеса у вогні, реж. Карміне Галлоне (епізод)
10. 1942: Giorno di nozze, реж. Goffredo Alessandrini ()
11. 1943: Harlem, реж. Карміне Галлоне ()
12. 1943: Inviati speciali, реж. Romolo Marcellini ()
13. 1943: Campo de' fiori, реж. Mario Bonnard ()
14. 1945: La freccia nel fianco, реж. Альберто Латтуада ()
15. 1946: La locandiera, реж. Luigi Chiarini ()
16. 1947: Tombolo, paradiso nero, реж. Giorgio Ferroni ()
17. 1948: 11 uomini e un pallone, реж. Giorgio C. Simonelli ()
18. 1949: Emigrantes, реж. Альдо Фабріці ()
19. 1949: Під небом Сицилії, (сержант Гріфо), реж. П'єтро Джермі
20. 1949: Monastero di Santa Chiara, реж. Mario Sequi ()
21. 1949: La mano della morta, реж. Carlo Campogalliani ()
22. 1949: Gente così, реж. Fernando Cerchio ()
23. 1950: Ho sognato il paradiso, реж. Giorgio Pastina ()
24. 1950: Patto col diavolo, реж. Luigi Chiarini ()
25. 1950: Barriera a settentrione, реж. Luis Trenker ()
26. 1950: Lo sparviero del Nilo, реж. Giacomo Gentilomo ()
27. 1950: Il cammino della speranza, реж. П'єтро Джермі ()
28. 1950: Il monello della strada, реж. Carlo Borghesio ()
29. 1951: Il bivio, реж. Fernando Cerchio ()
30. 1951: I falsari, реж. Франко Россі ()
31. 1951: Fuoco nero, реж. Silvio Siano ()
32. 1951: La vendetta del corsaro, реж. Primo Zeglio ()
33. 1951: Trieste mia!, реж. Mario Costa ()
34. 1952: Don Camillo, реж. Жульєн Дювів'є ()
35. 1952: Una madre ritorna, реж. Roberto Bianchi Montero ()
36. 1952: Il brigante di Tacca del Lupo, реж. П'єтро Джермі ()
37. 1953: Cronaca di un delitto, реж. Mario Sequi ()
38. 1953: Il ritorno di Don Camillo, реж. Жульєн Дювів'є ()
39. 1953: Rivalità, реж. Giuliano Biagetti ()
40. 1953: Осором диявола, реж. Джон Г'юстон ()
41. 1954: Opinione pubblica, реж. Maurizio Corgnati ()
42. 1954: I cinque dell'Adamello, реж. Pino Mercanti ()
43. 1954: Хліб, любов і ревнощі, реж. Луїджі Коменчіні ()
44. 1954: Palude tragica, реж. Juan de Orduña ()
45. 1955: Don Camillo e l'onorevole Peppone, реж. Карміне Галлоне ()
46. 1955: Il motivo in maschera, реж. Stefano Canzio ()
47. 1955: La ladra, реж. Mario Bonnard ()
48. 1956: Il ferroviere, реж. П'єтро Джермі ()
49. 1956: I fidanzati della morte, реж. Romolo Marcellini ()
50. 1958: Людина з соломи, реж. П'єтро Джермі ()
51. 1958: Liana la schiava bianca, реж. Herman Leitner ()
52. 1958: Dinnanzi a noi il cielo, реж. Roberto Savarese ()
53. 1959: Пекло в місті / (Nella città l'inferno) — (маршал), реж. Ренато Кастеллані
54. 1959: Nudi come Dio li creò, реж. Hanns Schott-Schöbinger ()
55. 1959: Il figlio del corsaro rosso, реж. Primo Zeglio ()
56. 1959: Un maledetto imbroglio, реж. П'єтро Джермі ()
57. 1960: Cavalcata selvaggia, реж. Piero Pierotti ()
58. 1960: Gli avventurieri dei tropici, реж. Sergio Bergonzelli ()
59. 1961: Le femmine seminano il vento, реж. Louis Soulanes ()
60. 1961: Un giorno da leoni, реж. Нанні Лой ()
61. 1961: Passaporto falso, реж. Pierre Montazel ()
62. 1961: Don Camillo monsignore ma non troppo, реж. Карміне Галлоне ()
63. 1961: Lo sgarro, реж. Silvio Siano ()
64. 1963: Divorzio alla siciliana, реж. Enzo Di Gianni ()
65. 1964: Спокушена і покинута, (Дон Вінченцо Асколоне), режисер П'єтро Джермі
66. 1964: Una storia di notte, реж. Luigi Petrini ()
67. 1965: Il compagno Don Camillo, реж. Луїджі Коменчіні ()
68. 1965: Роззява, реж. Жерар Урі ()
69. 1965: Missione Caracas, реж. Raoul Andrè ()
70. 1965: Пісня світу, (Карле), реж. Марсель Камю
71. 1966: Я, я, я й інші, (чоловік, який молиться), реж. Алессандро Блазетті
72. 1966: Модесті Блейз, (Базіліо), режисер Джозеф Лоузі
73. 1967: Romarey:operazione Mazaref, реж. Harald Reinl ()
74. 1967: Ossessione nuda, реж. Марсель Камю ()
75. 1967: Gente d'onore, реж. Folco Lulli ()
76. 1968: Criminal story, реж. Клод Шаброль ()
77. 1968: La ragazza della notte, реж. Марсель Камю ()
78. 1968: Серафіно, (дядько Адженноре), режисер П'єтро Джермі
79. 1970: Un caso di coscienza, реж. Джованні Гримальді ()
80. 1970: Principe coronato cercasi per ricca ereditiera, реж. Джованні Гримальді ()
81. 1970: La prima notte del dottor Danieli, industriale, col complesso del... giocattolo, реж. Джованні Гримальді ()
82. 1971: Le inibizioni del dottor Gaudenzi, vedovo, col complesso della buonanima, реж. Джованні Гримальді ()
83. 1972: Хрещений батько, (Вітеллі), режисер Френсіс Форд Коппола
84. 1972: Альфредо, Альфредо, (батько Марії Рози), режисер П'єтро Джермі
85. 1972: Torino nera, реж. Карло Ліццані ()
86. 1972: Il caso Pisciotta, реж. Eriprando Visconti ()
87. 1973: Sgarro alla camorra, реж. Ettore Maria Fizzarotti ()
88. 1973: Il figlioccio del padrino, реж. Маріано Лауренті ()
89. 1975: Il sergente Rompiglioni... diventa caporale, реж. Маріано Лауренті ()
90. 1975: Occhio alla vedova, реж. Sergio Pastore ()
91. 1976: Giovannino, реж. Paolo Nuzzi ()